# Історія Котельви
Історія Котельви — історичний розвиток Котельви від початку її заснування як козацької сотні у складі полтавського полку, й донині.

## Котельва у ХІ— ХІІІ ст
За часів Київської Русі на місці нинішньої Котельви існувало укріплене поселення.

## Козацькі часи
В історичних джерелах Котельва вперше згадується в XVI столітті. У цей час поселення було у прикордоні між Королівством Польським і Московською державою. Котелевські козаки брали участь у повстанні Івана Болотнікова (1606—7), підтримували похід Польщі на Москву (вочевидь, після цих подій, польський король Сигізмунд ІІІ подарував котелевцям землю).
На початку XVII століття Котельва була досить помітним поселенням. Тут було збудовано 3 храми: Преображенський (1610), Троїцький (1620), Миколаївський (1630). Збереглися також свідчення про Покрівську церкву, але цей храм з вільхового дерева, вкритий очеретом, скоріш за все, був спалений татарами у 1582 році під час чергового нападу на Котельву.
1638 жителі містечка вперше виступили ппроти польських магнатів у війську гетьмана Півторакожуха (Півтора-Кожуха).
Під час визвольної боротьби українського народу з-під Речі Посполитої (1648–1657) котелевці під проводом Богдана Хмельницького брали участь у боях під Зборовом (1649), Берестечком (1651), Батогом (1652), Жванцем (1653). Власне Котельва в цей час перебувала в полках Гадяцькому (1648—1649), Полтавському (1649—1654), Зіньківському (1661—1662), Гадяцькому (1672—1709).
На період об'єднання України з Росією (зима 1654 року) Котельва входила до складу Полтавського полку. Згодом містечко увійшло до Гадяцької волості, й було віддане в рангові маєтності гетьмана Богдана Хмельницького. По смерті останнього (1658) котелевці не підтримали на посаді гетьмана Івана Виговського і віддали перевагу малолітньому Юрію Хмельницькому. На той час Котельва, з приписаними до сотні селами Млинки, Деревки та деякими сусідніми містечками, мала свого полковника.
Також котелевці не підтримали й Івана Брюховецького як гетьмана за його промосковські настрої — повсталий люд і козаки вигнали війська московського воєводи з округу. Для приборкання непокірних цар послав під Котельву князя Григорія Ромодановського з військами, який узяв містечко в облогу. На допомогу котелевцям вирушили полки гетьмана Правобережної України Петра Дорошенка. Вони переправились через Ворсклу біля села Млинки і підступили під Котельву. Ромодановський відступив поспішно, без бою. Захоплених у Котельві запорожців, які підтримували Брюховецького, було порубано і поховано неподалік Деревок у Крупицькому лісі.
Коли 1672 року гетьманом було обрано і затверджено у Москві Івана Самойловича, на раді був присутнім і сотник Котелевський Єрема Глиносиренко (Гнилосиренко, Гнилосир). За його сотникування Котелевська сотня брала участь у походах проти татар, побудові оборонного валу від Рублівки до межі з Полтавським полком. У цей період — 2-а половина XVII століття — Котельва була однією з фортець, що захищали Україну від нападів кримських і ногайських татар.
У 1687 році, коли ща донесенням Івана Мазепи царський уряд змістив Самойловича з гетьманства, його рідня подарувала в Котелевську Троїцьку церкву срібний напристольний хрест з дарчим надписом. В свою чергу, і новий гетьман Мазепа, зваживши на роль, яку відігравала в той час Котельва, подарував у Преображенську церкву коштовні ризи. У цей час у Котелевській сотні відбувалася боротьба за владу. 1690 року Онисим Якович Гнєдич був обраний на посаду сотника вдруге. Його підпис серед тих, хто підписався під статтями Мазепи, в яких йшлося про скасування податків у Малоросійському краї та збереження полків, як це було за попереднього гетьмана. Але частина козаків у містечку не симпатизували гетьману, тому коли він у 1708 році, спільно з королем шведським Карлом ХІІ виступив проти Московської держави, вони стали на бік царя Петра І і добилися у князя Меншикова дозволу «промишлять над неприятелем», за що отримали подяку від російського государя.
29 січня (за старим стилем) 1709 року Карл ХІІ з частинами військ підступив під Котельву з наміром знищити містечко, і тоді котелевські старшини вийшли до Карла з проханням про помилування, й він його вдовольнив. З половиною війська король став у містечку, а потім з 500 драгунами, 8 хоругвами волохвів і поляків та козаками Мазепи і запорожцями рушив до Охтирки. Як згадка про цю подію — міст, через який переправлявся король Карл ХІІ, названий Королівським. Коли шведські війська і козаки Мазепи підтяглися до Полтави і готувалися до вирішального бою з російськими військами, у Котельву був введений Охтирський полк під командуванням Федора Осипова, який був під протекцією Росії. Між полковником і отаманом В. І. Білецьким відбулися таємні переговори, в результаті яких було сфабриковано лист до царя з проханням передати Котельву з полку Гадяцького, який був під рейментом гетьмана, у полк Охтирський, що перебував під юрисдикцією Росії. Звичайно, прхання було негайно задоволене, і ані звертання сотника Івана Довгополого, який з військами повернувся з походу, ні клопотання гетьманів Івана Скоропадського і Данила Апостола, царського рішення не змінили.
У складі Охтирського полку Котельві було дозволено мати 2 сотні, у 1718 році капітально відбудували фортецю, відтоді у військових справах вона (і містечко) були підвладні Київському військовому губернатору, у церковних — Київському митрополиту, а в цивільних — Білгородській провінційній канцелярії.
У 1722 році Охтирський полк був виключений з Київської губернії, і ввійшов до складу Військової колегії. На час перепису 1726 року у Котельві налічувалося дві сотні, до яких було записано відповідно 98 і 103 виборних козаків (компанійці) і 129 підпомічників. У цей саме час у Київській Лаврській іконописній майстерні навчався Петро Рогуля, який повернувшись до Котельви, одружився з дочкою підпрапорного Варценка Варварою, відкрив іконописну школу.
1729 року постало питання про приєднання котелевських церков до Бєлгородської єпархії, звістка про що викликала значне обурення і спротив серед місцевих духовенства і віруючих. Справи церков Котелевських були передані до Бєлгородської консисторії аж у 1768 році, але їхній стан не дозволяв вести в них службу Божу.
За даними перепису на 1732 рік у Котельві налічувалося 1 060 дворів, у яких мешкало 3 877 чоловіків. За соціальним станом населення розподілялося так: сотників — 2, підпрапірних — 19, козаків — 1 178, підпомічників — 2 400, сусідів — 133, також проживало духовенство, незначна кількість робітників. У слободі правили службу в церквах Успенія Пресвятої Богородиці, Живоначальної Троїці, Миколи Чудотворця, Рождества Богородиці, Преображенія, Покрова Богородицькій, Василія Великого; у Котельві мав свій двір і людей Скельський монастир.
У 1743 році проведено черговий перепис населення. На той час у Котельві налічувалося (жінок і чоловіків): військових — 187, статських — 30, колишньої козацької старшини — 29, духовенства — 153, військових обивателів — 8 433, підданих черкас — 190, монастирських підданих — 27 чоловік.
Починаючи з 2-ї половини XVIII століття Котельва стала осередком чумацтва на Сорбожанщині — чимало колишніх козаків поробилися чумаками, землевласниками (у народі досі збереглися назви левад — Склярева, Левенцева, Сахнівщина), обзавелися млинами, зайнялися винокурінням. Найбагатшим котелевським чумаком був Іван Скляр, який мав валку із 60 пар волів. Щорічний запас солі у Котельві становив декілька тисяч пудів. Містечко в цей час стало центром однойменного комісарства. У зв'язку з реорганізацією слободських полків у регулярні (1765), Охтирський спочатку на деякий час став уланським, а потім гусарським. У ньому, крім іншого, відбували службу і котелевці.
В описі, надісланому Котелевським комісарським правлінням до Охтирської провінціальної канцелярії за 1768 рік вказується, що у Котельві 9 дерев'яних церков, будинків: комісарський — 1, попівських з причтом — 29, різночинців — 70, гусарських — 15, обивательських — 1039; у містечку налічувалося 33 вулиці і провулки. Козацька старшина, діставши дворянські звання, активно скуповувала землі, млини, винокурні, жорсткіше експлуатувала найману робочу силу.
Відомо, що коли було придушена Коліївщина і його ватажків та активних учасників погромів було етапом відправлено у висилку, то 1 листопада (за старим стилем) 1768 року одна з команд зупинилася наніч у Котельві, у ній, зокрема, був і Максим Залізняк. Вночі йому і 16-ти товаришам допомогли втекти. На знак цієї події біля Василівського мосту була посаджена верба, яку назвали у народі Залізняковою.

## У Російській імперії (кінець XVIII— початок ХХ ст.ст.)
У період з 1780 до 1796 року Котельва входила до складу Охтирського повіту Харківського намісництва.
Починаючи від 1797 року Котельва була слободою Охтирського повіту Слобідсько-Української, а з 1835 року — Харківської губернії.
У 1812 році у слободі відкрилось сільське училище, був освячений цегляний Троїцький храм.
Станом на 1838 рік у Котельві налічувалось 1 750 дворів, до 10 тисяч жителів, 5 церков: Мироносицька, Вознесенська, Покровська, Троїцька, Всіхсвятська (у тому числі одна мурована — Троїцька). Щороку в слободі проходили 4 ярмарки.
У 1860 році у слободі відкрито жіночу щоденну школу.
Земельна реформа, що розпочалася у 1864 році, принесла позитивні зміни в життя Котельви — земства (органи місцевого самоврядування), які утворилися невдовзі, почали опікуватися розвитком початкової освіти, медицини, шляховим господарством тощо.
Із зародженням місцевого капіталізму розвиваються промисловість і ремесла. У зв'язку із будівництвом цукроварних заводів у губернії, котелевці збільшували площі посівів цукрових буряків. Різко зросла кількість ремісників. Так, у 1881 році у слободі було 383 ремісники, у тому числі: шевців — 90, гончарів — 81, чинбарів — 80, ковалів — 18, бондарів — 17, теслярів — 15, колісників — 13, кравців — 12. У 2-й половині XIX століття в Котельві відбувалось уже 5 ярмарків: Новорічний, на 1-й неділі Великого посту, Благовіщенська, Троїцька і Різдво-Богородицька.
Діти здобували освіту в 3 навчальних закладах: у В 1886/87 навчальному році навчалося — у двокласному зразковому училищі 108 хлопчиків, у народному однокласному 106, сільській школі для дівчат — 48 душ. Утримувалися ці заклади за рахунок земства і громади. Громада разом із земством дбала і про розвиток медицини. Якщо у 1864 році в Котельві працював лише фельдшер С. І. Безпалько, то у 1880 році вже діяла лікарня, в якій працював лікар Першої Котелевської медичної дільниці Туницький, і яка обслуговувала жителів Котелевської і Хухрянської волостей. Ще 1864 року котелевців обслуговував так званий поштовий ящик Білецького.
На той час найвідомішими і шанованими людьми були вихідці з Котельви поет, драматург і перекладач М. І. Гнедич, професор Лейпцигського університету лікар П. П. Гнедич, ад'юнкт Харківського університету, утримувач приватного пансіону (на правах гімназії) І. О. Сливицький, а також інспектор-викладач закону божого в пансіоні Г. С. Піхотинський, який написав книгу «Нравоучительные повести и рассказы», а також низку оповідань і фейлетонів. Досить колоритною фігурою був і А. М. Матушинський, який початкову освіту отримав у пансіоні Сливицького, а потім навчався в Харківському університеті на історико-філологічному факультеті. У Котельві він, зокрема, написав першу зі своїх мистецтвознавчих робіт про творчість знаменитого скульптора Торвальдсена, згодом багато працював над створенням музеїв у Росії. Наприкінці XIX століття помітною фігурою у суспільстві став котелевець історик і журналіст Д. П. Міллер. Він пише і видає наукові праці «Гольштинські набори в Малоросії», «Суди земскіє, городскіє і подкоморниє в XVIII в.», «Превращеніє козацкой старшіни в дворянство», «Архіви Харьковской губерніі».
Кінець XIX століття ознаменувався для Котельви збільшенням населення, зростанням його освіченості і добробуту. На 1876 рік у Котельві проживало 6 323 жителя, налічувалось 2 009 дворів, 7 церков (3 з них муровані). У слободі діяли цегельня поміщика Матушинського, салотопний зааод. У 1898 році для побудови у Котельві жіночого училища було виділено 2 243 рублів.
Однак на початок XX століття, як зазначав історик М. Ф. Сумцов, хоч Котельва була найбільш населеним пунктом Охтирського повіту (близько 20 тисяч населення), та «промисловий прогрес» обійшов її стороною — жодної заводської труби, відсутність телеграфу робили її відірваною від світу, та й пошта ходила лише два рази на тиждень. І, справді, уклад життя Котельви початку XX століття був дещо патріархальним — «промисловість» представляли 2 вальцьових млини з олійницями і до 2 десятків вітряків, водночас діяли 5 церковнопарафіяльних, 6 земських і міністерських училищ, лікарня і повштове відділення.
Відтак, перші 15 років ХХ століття позначені особливим піднесенням економічного, соціального і культурного розвитку в Котельві. Вже у серпні 1907 року створюється Котелевське товариство сільськогогосподарства, яке ставило за мету допомогти селянину отримати якнайбільшу віддачу від землі, мало склад сільськогосподарських машин і землеробних знарядь, насіння і мінеральних добрив, зерноочисний, прокатний пункти, парники для вирощування розсади, шкілку для вигонки саджанців плодових і декоративних дерев. Товариство зорганізувало переробку фруктів на вино, допомагало захищати сади від шкідників тощо. У 1910 році, приміром, за продаж товарів склад виручив 8 742 рубля. З 1908 року при товаристві почала діяти бібліотека — газети, книги, журнали видавалися на руки читачам, яких на 1 січня 1911 року налічувалося понад 530 чоловік.
Прагнення громади зробити життя кращим, заможнішим привело до створення Котелевського товариства споживачів, а кількома роками раніше у слободі відкрилось Котелевське друге кредитове товариство.
29 квітня 1912 року котелевська громада порушила клопотання про відкриття у слободі змішаної гімназії, але дозвіл отримала на відкриття реального училища. Зі спогадів старожилів відомо, що утримували його декілька заможних котелевців, а начальником училища був М. Ф. Федорів. Тут вивчали російську мову і літературу, історію, географію, математику, а також німецьку та французьку мови; були запроваджені уроки фізкультури і танців.
Значною подією в житті містечка став початок роботи у 1913 році телефонної мережі Охтирка—Котельва—Краснопілля.
Громада і земство продовжували вносити кошти в розвиток медицини — у 1905 році було виділено на будівництво другого корпусу лікарні на 12 ліжок 14 450 рублів, і відкрито його було на початку 1908 року. На утримання господарської частини лікарні у 1915 році було витрачено 3 052 р. 52 коп., тобто утримання 1-го хворого в день обходилося в 1 руб. 60 коп..
Перша світова війна, яка розпочалася у 1914 році, дещо уповільнила розвиток Котельви, як і всієї країни. Суспільно-політична криза в Російській імперії, яка загострилася в цей час, вилилася в лютневу революцію 1917 року.

## Котельва у визвольних змаганнях
Відмову царя Миколи від престолу і перехід влади до рук Тимчасового Уряду у Котельві сприйняли відносно спокійно. Однак нерішучі дії центрального уряду, і майже одночасний приїзд у Котельву агітаторів Центральної ради, яка в листопаді захопила владу в Україні, і більшовиків зворушив населення. Вирішення національного питання на певний час об'єднало навколо себе більшість громадян слободи, але брак потужної агітаційної роботи, конкретних практичних дій, на тлі цілеспрямованої більшовицької пропаганди, стали причиною розколу котелевської громади.
Вже в січні 1918 року фронтовики С. А. Ковпак, Г. К. Бородай, Т. С. Підвальний згуртували навколо себе революційно налаштованих недавніх солдатів та батраків і почали чинити збройний напад на Котелевську волосну управу, захопили пошту і проголосили радянську владу. Був обраний ревком на чолі з В. А. Радченком, при ньому під керівництвом С. А. Ковпака створили земельний комітет. Надто жорстоке ставлення з боку ревкома до інтелігенції, дворянства спричинили відтік населення з Котельви. Національно свідомі селяни слободи, інтелігенція не сприйняли нову владу. Досить жорсткій критиці дії ревкому піддавав його член учитель Й. М. Федченко. Під час однієї зі сходок стався стихійний бунт громади, котра спробувала роззброїти, але невдало, наспіх створений червоногвардійський загін. За декілька днів бунт повторився на ринковій площі, але був придушений збройно. Та з підступом до Котельви австро-німецьких військ і гайдамак Українського Уряду гетьмана Скоропадського червоногвардійський загін відступив до Охтирки.
Нова влада підтримала великого землевласника, водночас досить рішуче взялася за вирішення суто національних і світських питань — організовуються курси для вчителів з вивчення української мови, в школах скасовано вранішню молитву, запроваджено українську мову, завезено нові підручники. Саме підтримка і сприрання влади на поміщиків, підірвала її авторитет. Крім того, її роботі перешкоджав новостворений партизанський загін. Приблизно в цей же час організовується група отамана А. Г. Пустовіта.
У січні 1919 року австро-німецькі війська відступили з Котельви і більшовики знову відновили владу. Однак вже у липні більшовицькі загони не витримали натиску денікінців і залишили Котельву. Зненацька були захоплені голова ревкому А. В. Радченко і його заступник Г. З. Кашуба, член більшовицької партії. Після допиту, який тривав цілу ніч, на світанку 29 липня їх було розстріляно неподалік волосної управи (парк Ковпака). Це був уже останній наліт біляків на Котельву. Громадянська війна практично закінчилася. Але повстанські загони, окремі групи (банди) продовжували чинити опір більшовикам, які націоналізуючи землю, знищуючи заможного селянина, застосовуючи здирницьку продрозкладку, практично руйнували сільське господарство. Школи, лікарні працювали без зарплати і опалення.

## За радянської влади до Німецько-радянської війни
Відновлена радянська влада з кожним днем діяла впевненіше, рішучіше, навіть жорстко. Новостворений земельний комітет знову приступив до переділу землі. Частина котелевців переселилася в урочище Михайлове, де й започаткувала однойменний хутір. В цей же час забудовується хутір В'юнне. Впроваджуються нові форми адміністративного управління, зазнають змін адміністративні межі. Починаючи від 1919 року у Котельві діють то одна, то чотири сільських ради робітничих, селянських і червоноармійських депутатів.
Від березня 1923 року Котельва стала районним центром, який відноситься спочатку до Охтирської, а згодом до Богодухівської округи Харківської губернії. Рівно через рік район знову був включений до Охтирського округу.
Із «Свєдєній для опрєдєленія сєлєній городского тіпа», складених у 1924 році, видно, що у Котельві налічувалося 22 957 чоловік. З них хліборобів — 73,1 %, інших соціальних станів — 26,9 %. У 1923 році налічувалось закладів торгівлі: державних — 1, кооперативних — 2, приватних — 68, в них працювало — 71 чоловік; промислових закладів: кооперативних — 3, приватних — 38, з двигунами — 16, господарств обкладених сільгоспподатком — 1 065. Діяло 8 шкіл, на кожну з них припадало по 598 дітей шкільного віку. У сільськогосподарській школі навчалося 60 учнів. На той час розгорнули свою роботу 5 політпросвітзакладів, де в основному працювали комсомольці місцевої організації, яка була заново створена 6 січня 1922 року.
У квітні 1925 року, у зв'язку з переходом на триступеневу систему управління, Котелевський район переданий до Полтавської округи.
У липні 1930 року Котелевський район був розформований, і Котельва передана до Опішнянського району. 9 лютого 1932 року ВУЦВК прийняв постанову «Про утворення областей на території УРСР», згідно з якою Котельва увійшла до складу Харківської області. У слободі на той час налічувалось понад 30 000 населення.
Боротьба з непокірним селянином все більше загострювалася — створювались так звані «буксирувальні» бригади, які в своїй роботі по проведенню колективізації вдаються до радикальних заходів. В селян відбирали не лише зерно, але й квасолю, соняшникове насіння та інші продукти харчування. З осені 1932 року по липень 1933 року Котельва, як і решта радянської України, зазнала страшного голоду — вимирали сім'ями, вулицями, люди кидали обжиті місця і тікали на хутори, до міст. Але й там не багатьом вдавалося вберегтися від голодної смерті. Особливо потерпіли мешканці північно-західної частини Котельви, де ґрунти найменш родючі. На місці колишніх вулиць тепер шумить ліс. Осиротілих дітей поселяли у поспіхом створені патронати.
На тлі великої трагедії закладались підвалини соціалізму. Так, зорганізовувалась Котелевська машинно-тракторна станція (МТС) — їй було передано чимало будівель, забраних у репресованих громадян, а також садибу Пастухова, котру він передав під сільськогосподарську школу, яка вже була закрита. Політвідділ МТС розташувався по центральній вулиці слободи, в приміщенні нинішнього ощадбанку організували друкарню, де й виданий перший номер тиражки «За більшовицькі колгоспи».
23 серпня 1939 року Указом Президії Верховної Ради УРСР був створений Котелевський район з центром у Котельві. До його складу включено частину сільрад Опішнянського та Чутівського районів. На цей час у Котельві налічувалося 14 833 жителі, що на 5 460 чоловік менше ніж у 1926 році.
Розбудова району велася пожвавлено. 26 лютого 1940 року вийшов перший номер районної газети «За Сталінський Урожай». 25 березня на Другій сесії районної Ради депутатів трудящих порушено клопотання про будівництво вузькоколійної залізниці від Колонтаєва до Котельви, з 11 квітня розпочала роботу Котелевська філія Державного банку. У Котельві і районі з'явилися перші передовики виробництва, розпочалася радіофікація Котельви.

## Німецько-радянська війна, повоєнна відбудова і сьогодення
Погодні умови 1946 року не сприяли хліборобській праці, тому обов'язковою до виконання постановою заборонялося до повного виконання державних планів не лише продавати хліб та виробів із нього, але й соняшникового насіння. Стало очевидним, що селянам доведеться голодувати. Зі спогадів колишніх відповідальних працівників Котелевської МТС відомо, що зернових зібрали менше ніж у 1943 році. Молодь намагалася за всяку ціну втекти з колгоспу до міста, де робітники отримували пайки, але за це жорстоко карали їхніх батьків. З коротких інформацій преси про масові крадіжки зерна під час сівби, можна зробити висновок, що голод доводив людей до відчаю. Проте влада це замовчувала. В районці переважно йшлося про плани та досягнення. Зокрема, у газеті за 12 січня 1947 року вміщена стаття «Котельва сьогодні», у якій повідомлялося, що Котельва займає 45 км², у ній 4 сільради і 15 колгоспів, які обслуговують 15 тисяч га землі, є МТС, маслозавод, промислово-кооперативні артілі, 2 бібліотеки, райклуб, парткабінет, лікарня, амбулаторія, зубний кабінет, 2 дитсадки, 4 початкових, 2 неповносередніх, 1 середня школи. З вищою освітою працює 30 учителів і спеціалістів сільського господарства.
1947 рік для хліборобів був значно вдалішим. По Котелевській МТС намолочено по 10,8 центнера зернових з гектара. За досягнення в сільському господарстві були вручені ордени і медалі 30 виробничникам колгоспів.
Наступного року (1948) котелевці урочисто відкрили бюст двічі Герою Радянського Союзу С. А. Ковпаку (скульптор К. Діденко та архітектор О. Колесніченко).
Напруженим лишався для котелевців початок 1950-х — вирішувались житлові проблеми, налагоджувалось життя промислових підприємств. Проте різноманітні податки, позика, суботники та недільники без оплати праці лягали на плечі простої людини тяжким тягарем. Оподатковувались навіть фруктові дерева. Хоча були й значні позитиви — зведені добротні приміщення чайної, аптеки, готелю, адмінбудинку, двоповерхове приміщення Першотравневої школи (Котелевська гімназія № 1 ім. С. А. Ковпака), запущена в роботу міжколгоспна будівельна організація, що вже мала в розпорядженні цегельний завод, відбувалось укрупнення промартілей і колгоспів; згодом розпочався приплив робочої сили у колгоспи із західних областей України.
Починаючи від 1954 року в околицях Котельви велися геологорозвідувальні роботи з виявленню нафти та природного газу.
Згідно з офіційними даними у 1962 році у Котельві налічувалось понад 14,6 тисяч населення, тут діяли промкомбінат, харчкомбінат, побуткомбінат, лісництво, деревообробний цех, райспоживтовариство, валяльно-повстяна фабрика, цегельний завод, сирзавод, міжколгоспна будівельна організація, олійниця, інкубаторна станція, РТС, 2 середні, 3 восьмирічні, 3 початкових школи, райлікарня, будинок культури, 5 клубів, 12 бібліотек.
У зв'язку з укрупненням сільських районів, Котелевський район був ліквідований, а його територія відійшла до Диканського та Зіньківського районів. Це спричинило швидкий занепад села, були ліквідовані деякі установи, організації, в тому числі й районна газета «За соціалістичну працю», відтак розпочався відтік населення. Терміново на ім'я Першого секретаря ЦК КПРС М. С. Хрущова було направлено груповий лист, у якому наводились факти доцільності відновлення району. І 4 січня 1965 року був знову утворений Котелевський район, що ознаменувало відродження райцентру. Виходить районна газета під заголовком «Народна трибуна», зводяться сільські, бригадні клуби, налагоджене автобусне сполучення з Охтиркою, Сумами, Полтавою, Харковом та селами району, відкрито дитячу музичну школу, розпочато будівництво дитячого садка-ясел на 140 місць, універмагу, широкоекранного кінотеатру на 600 місць, дороги з твердим покриттям та мосту через річку Ворсклу, яка з'єднала Котельву з Полтавою, тоді ж було створено міжколгоспне шляхово-будівельне управління.
У 1968 році розпочато газифікацію комунальних будинків у Котельві, в наступному (1969) — здано в експлуатацію дорогу з твердим покриттям, що з'єднала Котельву з Пархомівкою, що мало важливе значення, адже колгоспи користувались послугами Пархомівського цукрозаводу. У селі відкривається скотозабійний пункт на 25 голів ВРХ в зміну з ковбасним цехом і холодильником.
Помітно змінилося обличчя Котельви, коли їй присвоїли в жовтні 1971 року статус селища міського типу. Вже у грудні того ж року будівельники здали в експлуатацію приміщення поліклініки на 250 відвідувань на добу.
1972 року, аби забезпечити селище дешевим природним паливом, розпочато будівництво підвідного газопроводу високого тиску Рибальське—Котельва, також у 1970-ті тривала електрифікація Котельви, стала до ладу база газобалонного господарства по обслуговуванню 500 установок, налагоджувався повітряний зв'язок з Полтавою, Харковом та деякими районними центрами. У вересні 1970 року здано в експлуатацію приміщення Держбанку. Зводились нові виробничі потужності, зокрема міжколгоспний комбікормовий завод.
В результаті укрупнення, у селищі у 1975 році зменшилась кількість колгоспів. У 1987 році було створено Котелевське міжгосподарське об'єднання по агротехнічному та виробничому обслуговуванню господарств «Сільгоспхімія». Будувались дитсадки, адмінбудинки господарств ім. Леніна, ім. Жданова; введено в експлуатацію дитяче відділення райлікарні на 25 місць з дитячою консультацією на 60 відвідувань в зміну, терапевтичний корпус на 60 ліжок, прикрасила райцентр багатоповерхова будівля школи № 1 на 784 місця, створено районний культурно-спортивний комплекс, побудовано критий ринок по вулиці Будьонного, знесено старий і здано в експлуатацію новий районний будинок культури.
З початком 1990-х років на базі Котелевського філіалу Зіньківського СПТУ-41, по вулиці Островського відкрито самостійне Котелевське СПТУ № 54.
На Всесоюзному референдумі 17 березня 1991 року 86,84 % жителів Котелевського району висловились за суверенну соціалістичну Україну в складі оновленого СРСР.
У зв'язку із спробою здійснення державного перевороту, було припинено діяльність: районного комітету комуністичної партії, комітету народного контролю і райкому комсомолу. Зі здобуттям незалежності Україною 24 серпня 1991 року на подальшому референдумі 1 грудня 1991 року котелевці однозначно виступили за незалежність своєї держави.
Попри складні економічно 1990-ті в Котельві в цілому вдалося зберегти соціальну інфраструктуру, частково промисловий потенціал. Як і в більшості районів Полтавщини, економіка Котельви і району є нині (2000-ні) аграрно орієнтованою.
У 2007 році 25 травня до 120-ї річниці від дня народження земляка відкрився музей двічі Героя Радянського Союзу, легендарного партизанського з'єднання під час Німецько-радянської війни Сидора Артемовича Ковпака — його облаштовано в однойменній школі, де він навчався.